# Ibrahim Baylan

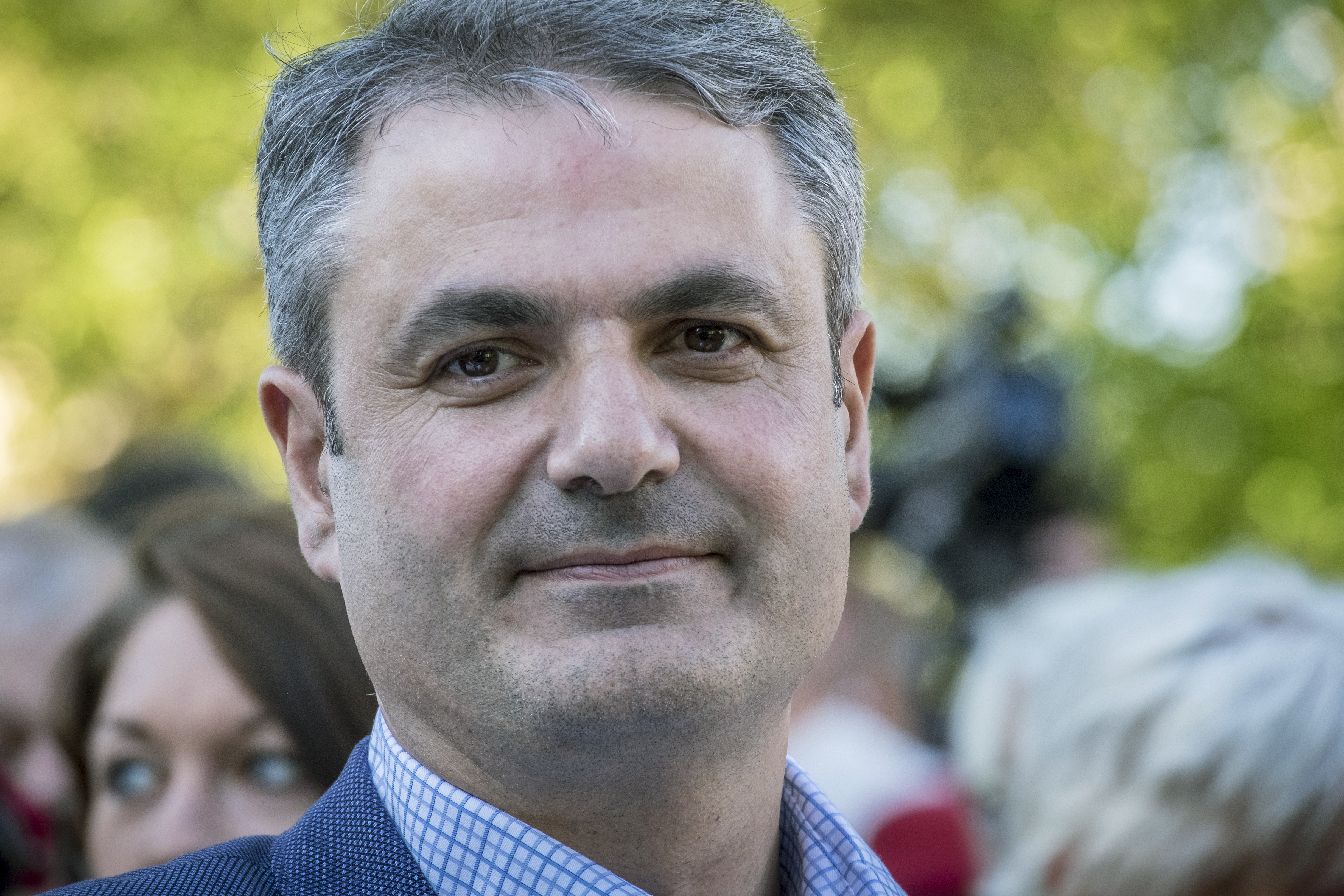
Ibrahim Baylan (2016)

Ibrahim Baylan (* 15. März 1972 in Salih, Türkei) ist ein türkisch-schwedischer Politiker (SAP) und Wirtschaftsminister in den Regierungen  Löfven II und  Löfven III.

## Leben
Baylan, der der assyrischen Minderheit angehört, wurde in der südöstlichen Türkei geboren. Anfang der 1980er Jahre floh er nach einem Militärputsch mit seiner Familie aus der Türkei nach Schweden und lebte zunächst in Botkyrka, einem Vorort von Stockholm. Zwischen 1993 und 1999 studierte er an der Universität Umeå Wirtschafts- und Politikwissenschaft. Während seines Studiums engagierte er sich in der sozialdemokratischen Partei und in der Hochschulpolitik. Von 1997 bis 1999 war er Vorsitzender der sozialdemokratischen Jugendorganisation SSU in Umeå und von 1997 bis 1998 Vorsitzender der Studierendenvertretung der Universität Umeå. Bei der Reichstagswahl 1998 kandidierte Baylan als Einzelkandidat ohne Unterstützung seiner Partei, wurde jedoch nicht gewählt. 2002 zog er in den Stadtrat von Umeå ein, dem er bis 2004 angehörte. In diesem Zeitraum war er Mitglied des Schulkomitees und Vorsitzender des Gleichstellungsausschusses. Außerdem arbeitete er von 2001 bis 2004 als Ombudsmann für die Gewerkschaft HTF in der Region Västerbotten.

### Schulminister und Reichstagsmitglied (2004–2014)
2004 wurde Baylan überraschend von Ministerpräsident Göran Persson zum Schulminister berufen. Damit war er der erste Einwanderer mit außereuropäischer Herkunft, der ein Ministeramt in Schweden bekleidete. Im Juni 2005 wurde Baylan vom schwedischen Reichstag gerügt, nachdem er einen Bericht der schwedischen Schulbehörde zu Privatschulen kritisiert hatte. Am selben Tag zog die Schulbehörde den Bericht zurück. Die Opposition warf Baylan daraufhin vor, sich ungerechtfertigt in die Arbeit der Schulbehörde eingemischt zu haben, da der Bericht nicht seinen politischen Überzeugungen entsprochen habe.
Da Ministerpräsident Persson bei der Reichstagswahl 2006 seine Mehrheit verlor, schied Baylan aus der Regierung aus. Gleichzeitig zog er erstmals in den schwedischen Reichstag ein. Dort war er Mitglied im Schul- und im Transportausschuss sowie in der Kriegsdelegation, die im Kriegsfall an die Stelle des Reichstags treten kann.  Bei den folgenden Wahlen in den Jahren 2010 und 2014 verteidigte er sein Reichstagsmandat. 2009 wurde Baylan Generalsekretär der sozialdemokratischen Partei. Nach der verlorenen Reichstagswahl 2010 stand er zusammen mit der Parteivorsitzenden Mona Sahlin innerparteilich in der Kritik. Im März 2011 trat Baylan – kurz nach dem Rücktritt Sahlins – als Generalsekretär zurück.

### Energie- und Wirtschaftsminister (seit 2014)

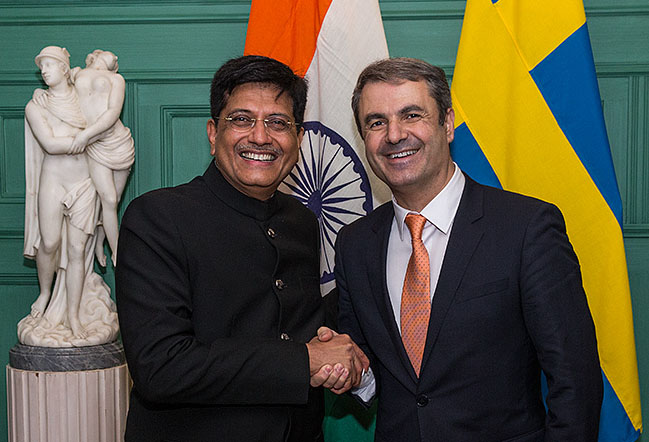
Ibrahim Baylan (rechts) mit dem indischen Energieminister Piyush Goyal (2016)

Bei der Reichstagswahl 2014 erlangten Sozialdemokraten, Grüne und Linke wieder eine Mehrheit. Baylan wurde Energieminister in der neu gebildeten Regierung Löfven I. In dieser Funktion strebte er eine allmähliche Umstellung auf erneuerbare Energien an. Die Kernenergie sah er als Übergangstechnologie an, die langfristig durch erneuerbare Energieträger und Energieeinsparung ersetzt werden solle. Baylan vertrat die Sozialdemokraten in den Verhandlungen um die schwedische Energieversorgung, die 2016 zum Abschluss des sogenannten Energieabkommens zwischen den regierenden Sozialdemokraten und Grünen sowie den oppositionellen Moderaten, Zentrum und Christdemokraten führten. Das Abkommen sah unter anderem den vollständigen Umstieg auf erneuerbare Stromerzeugung bis zum Jahr 2040 und den Bau von bis zu zehn neuen Kernreaktoren vor.
Im Rahmen einer Regierungsumbildung im Juni 2016 wurde er Baylan zusätzlich Minister für Regierungskoordination. Nach der Reichstagswahl 2018 wurde er im Januar 2019 Wirtschaftsminister in der Regierung Löfven II.
Innerhalb der sozialdemokratischen Partei wird Baylan dem rechten Flügel zugerechnet.